# Старчищки конак
Старчищкият конак (на гръцки: Οικία Ξαντίνη) е историческа постройка в село Старчища (Перитори), Гърция.

## Местоположение
Сградата е разположена на централния площад на селото и е била конака на турския бей на района.

## Архитектура
В сградата съжителстват неокласическите и народни елементи. Особено характерна е симетричната организация на главната фасада с разграничаването на отворите на централната част. Стаите са разположени от двете страни на основното дървено стълбище. Много забележителна е декорацията на рамката на вратата, която води към двора с гипсова украса и датата на построяване, както и елементите от интериора на сградата, като камините, вратите, украсените дървени тавани и други.